# پودستووا (استان اشوی‌داشکسیه)
پودستووا (به لهستانی: Podstoła) یک منطقهٔ مسکونی در لهستان است که در گمینا پیژخنگتسا واقع شده‌است. پودستووا ۲۰۰ نفر جمعیت دارد.